# Candelabra
La candelabra è un motivo ornamentale in uso nelle arti figurative.
Si tratta di una pianta che si sviluppa in verticale (come una "colonna" vegetale) che rappresenta, più o meno verosimilmente, il fiore dell'aloe. Già in uso nell'arte classica, l'uso di questa decorazione si caricò di particolari significati nel periodo paleocristiano, legandolo alla Passione di Cristo, poiché si tratta di fiori che nascono una sola volta nella vita della pianta, la quale, dopo aver fruttato, muore. Essi sono quindi simbolo di sacrificio.
Candelabre si trovano per esempio nella decorazione a mosaico della cupola del Battistero Neoniano a Ravenna, risalenti a circa il 458.
Nell'architettura classica (greca e romana) e in quella rinascimentale venne utilizzata per ornare pilastri, ante, volte e pareti. Soprattutto nel periodo classico servì per valorizzare elementi che o per le loro dimensioni ridotte o per la loro mancanza di decorazioni rischiavano di perdere importanza: un tipico esempio sono le candelabre nei pilastri contigui ai rilievi dell'Arco di Tito.
Sono state utilizzate molto anche da Biagio Rossetti nel suo lavoro urbanistico di realizzazione della Addizione Erculea nella città di Ferrara, per evidenziare il percorso che aveva come termine piazza Nuova (l'attuale piazza Ariostea).

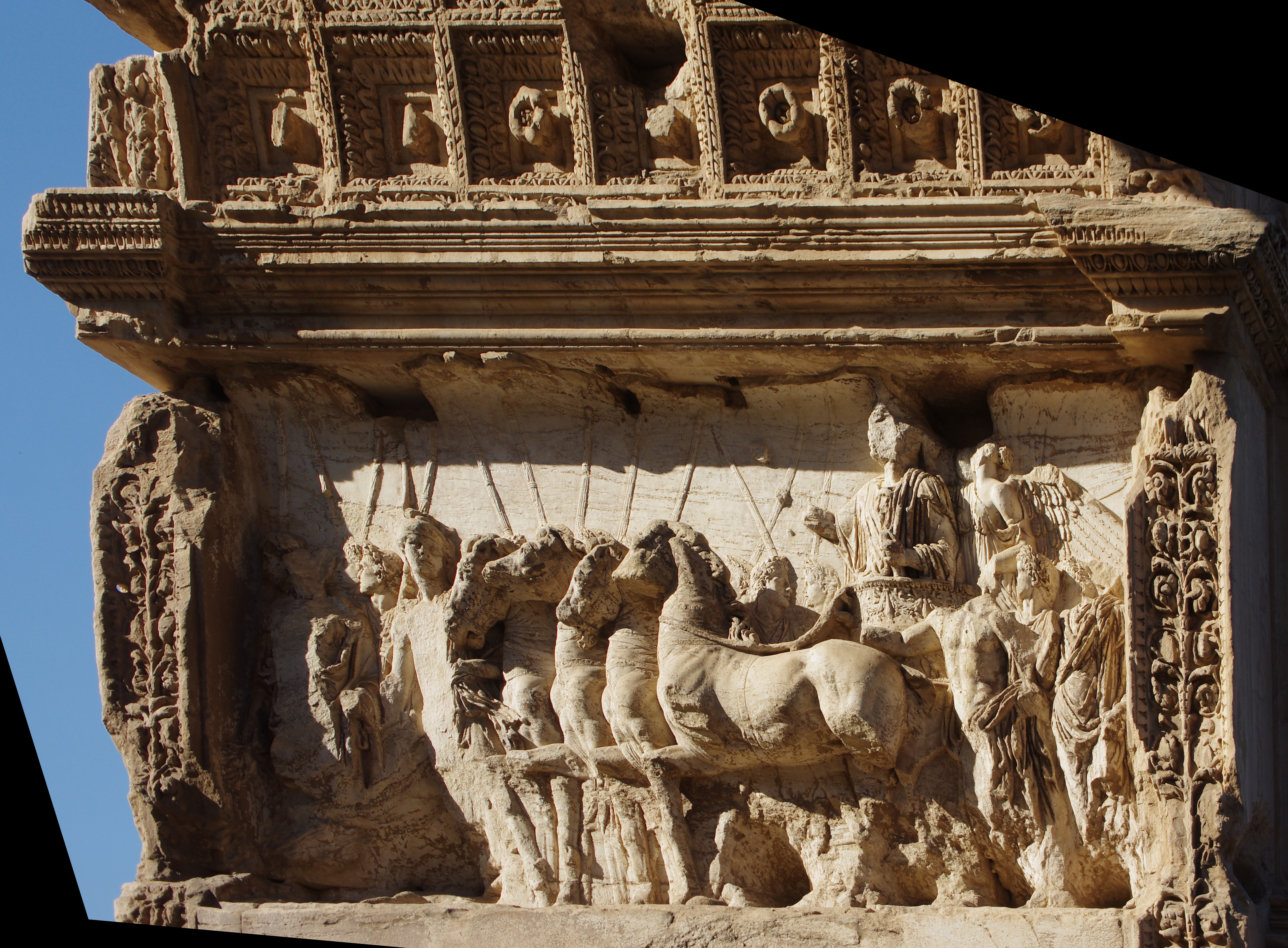
Arco di Tito
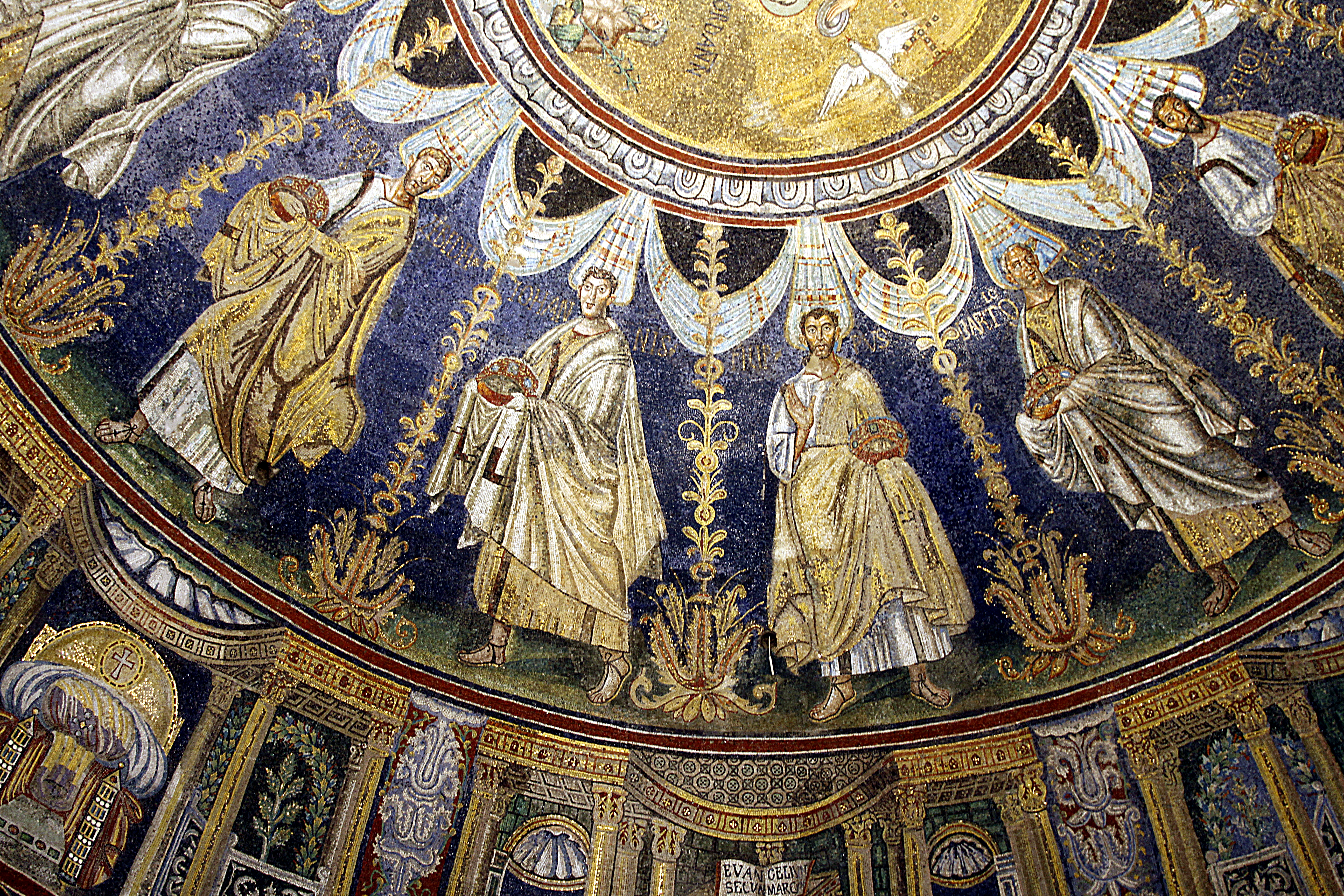
Apostoli intervallati da candelabre, Battistero Neoniano, Ravenna
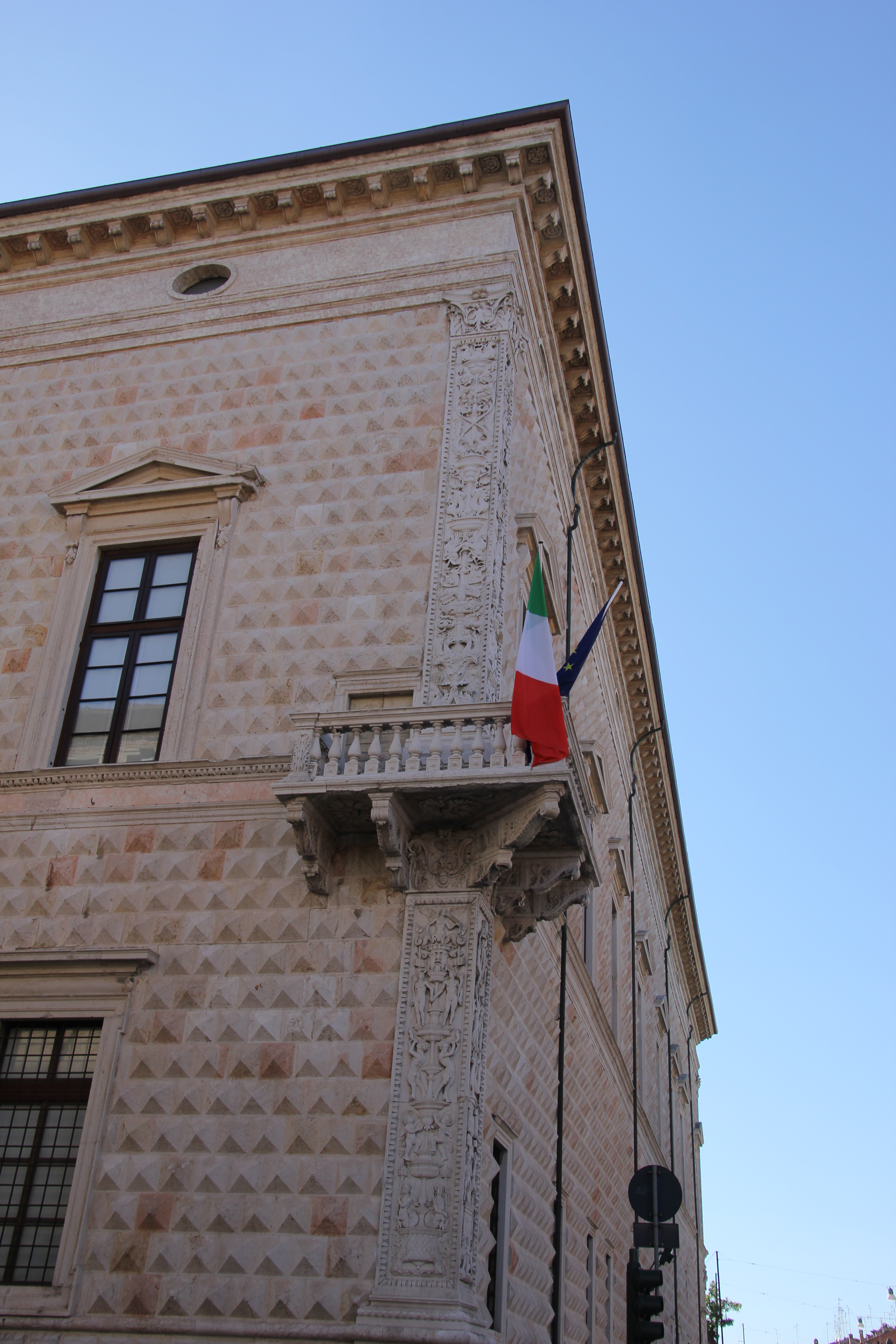
Candelabra cantonale di Palazzo dei Diamanti a Ferrara